# Antoni Borowik
Antoni Borowik pseud. Lech (ur. ?, zm. 7 maja 1948 pod Ogrodnikami) – oficer Zrzeszenia Wolność i Niezawisłość, podporucznik 6 Partyzanckiej Brygady Wileńskiej, dowódca patrolu żandarmerii, a później dowódca szwadronu w tym oddziale, żołnierz wyklęty.
W 1946 roku po śmierci ppor. Władysława Wasilewskiego „Grota”, sierżant Antoni Borowik przejął dowództwo kilkuosobowego patrolu żandarmerii 6 Wileńskiej Brygady, mającego za zadanie zwalczanie pospolitego bandytyzmu oraz agentury resortu bezpieczeństwa. Później, od 17 lutego 1947 roku, gdy zginął wcześniejszy dowódca 3 szwadronu Brygady st. sierż. Józef Babicz „Żwirko”, dowództwo patrolu żandarmerii przejął ppor. Antoni Wodyński „Odyniec”, a  Antoni Borowik przejął dowodzenie tym szwadronem.

Po udanej akcji ekspropriacyjnej na wagon pocztowy koło mostu we Fronołowie 24 kwietnia 1948 roku 3 szwadron wycofał się do lasów między Siemiatyczami i Mielnikiem. Antoni Borowik „Lech” 1 maja zdecydował o relokacji szwadronu na teren powiatu sokołowskiego, na lewy brzeg Bugu. Z relacji Rajmunda Drozda „Mikrusa”: 

Teren powiatu Sokołów Podlaski zapchany wojskiem. W nocy zasadzki, w dzień penetracja wsi. Dochodząc do wsi Sabnie natknęliśmy się na zasadzkę. Krótka wymiana ognia szperaczy z KBW i odskok szwadronu w podmokły lasek przy torach kolejowych, gdzie przesiedzieliśmy do zmierzchu. Potem kierując się na Wrotnów, dotarliśmy na kolonię w lesie, gdzie posililiśmy się za jednym zamachem śniadaniem, obiadem i kolacją. Po opuszczeniu tej kolonii w odległości około kilometra natknęliśmy się po raz wtóry na okopującą się zasadzkę. Była wielka i chaotyczna strzelanina. Starcia z kolejnymi zasadzkami sprawiły, że ppor. „Lech” zdecydował się na podział 3 szwadronu na szereg kilkuosobowych patroli, które samodzielnie miały przebijać się w rejon miejscowości Stoczek, gdzie zarządzono najbliższą koncentrację. Sam Antoni Borowik podążył na nią w towarzystwie NN „Orzełka” oraz Kazimierza Szuligowskiego „Tygrysa”. W tym samym czasie właśnie ze Stoczka wyjechało jednak w teren kilka grup rajdowych KBW, które zorganizowały w okolicznych lasach sieć zasadzek. Na jedną z nich 7 maja 1948 r. natknął się patrol ppor. „Lecha”. On sam będąc okrążony zdecydował się na popełnienie samobójstwa – rozrywając się granatem. Rozbitków z 3 szwadronu starał się zorganizować na powrót zastępca ppor. Antoniego Borowika kpr. pchor. Stanisław Bogdaniuk „Ostoja”. Już 27 maja 1948 r. jego sześcioosobowa grupa została jednak wykryta przez oddziały KBW w rejonie miejscowości Hołowczyce i rozproszona (sam „Ostoja” według jednej z wersji – kilka dni potem popełnił samobójstwo na jednej z wysp na Bugu).

## Order
Postanowieniem prezydenta RP Lecha Kaczyńskiego z 9 listopada 2007 roku „za wybitne zasługi dla niepodległości Rzeczypospolitej Polskiej” Antoni Borowik został pośmiertnie odznaczony Krzyżem Komandorskim Orderu Odrodzenia Polski, a przekazanie orderu rodzinie odbyło się 11 listopada tego samego roku w czasie uroczystości z okazji Narodowego Święta Niepodległości.